# 芒蟾魚
芒蟾魚（学名：Batrachoides manglae），為輻鰭魚綱蟾魚目蟾魚科的其中一種，分布於中西大西洋區的委內瑞拉海域，被IUCN列為次級保育類動物，體長可達30公分，為底棲性魚類，生活在泥底質海域，屬肉食性，以甲殼類、橈腳類等為食，可作為食用魚。

## 外部連結
- 芒蟾魚的圖片 （页面存档备份，存于）
- 芒蟾魚的圖片 （页面存档备份，存于）